# Bregana Pisarovinska
 Bregana Pisarovinska  falu Horvátországban Zágráb megyében. Közigazgatásilag Pisarovinához tartozik.

## Fekvése
Zágráb központjától 22 km-re délnyugatra, községközpontjától 4 km-re északra a Vukomerići dombok között található.

## Története
A falunak 1857-ben 898, 1910-ben 1187 lakosa volt. Trianon előtt Zágráb vármegye Pisarovinai járásához tartozott. 2001-ben a falunak 691 lakosa volt.

## Lakosság
| Lakosság változása | Lakosság változása | Lakosság változása | Lakosság változása | Lakosság változása | Lakosság változása | Lakosság változása | Lakosság változása | Lakosság változása | Lakosság változása | Lakosság változása | Lakosság változása | Lakosság változása | Lakosság változása | Lakosság változása |
| ------------------ | ------------------ | ------------------ | ------------------ | ------------------ | ------------------ | ------------------ | ------------------ | ------------------ | ------------------ | ------------------ | ------------------ | ------------------ | ------------------ | ------------------ |
| 1857               | 1869               | 1880               | 1890               | 1900               | 1910               | 1921               | 1931               | 1948               | 1953               | 1961               | 1971               | 1981               | 1991               | 2001               |
| 155                | 172                | 161                | 220                | 220                | 264                | 219                | 245                | 206                | 233                | 241                | 209                | 227                | 220                | 209                |

## Külső hivatkozások
Pisarovina község hivatalos oldala